# Alison Korn
Alison Korn   (Ottawa, 22 de novembre de 1970) és una remadora canadenca, ja retirada, que va competir durant la dècada de 1990.
Korn va estudiar ciències polítiques a la Universitat McGill, i va obtenir un màster en periodisme per la Universitat de Carleton.
El 1996 va prendre part en els Jocs Olímpics d'Estiu d'Atlanta, on va guanyar la medalla de plata en la prova del vuit amb timoner del programa de rem. Quatre anys més tard, als Jocs de Sydney, guanyà la medalla de bronze en la mateixa prova del vuit amb timoner del programa de rem. En el seu palmarès també destaquen dues medalles d'or, una de plata i dues de bronze al Campionat del món de rem, entre 1997 i 1999.
Es retirà poc després dels Jocs de Sydney. El 2002 fou incorporada a l'Ottawa Sport Hall of Fame.